# Tommy Hansson (politiker)
Bror Rolf Tommy Hansson, ibland kallad Tommy R. Hansson, född 21 november 1951 i Salems församling, Stockholms län, är en svensk skribent och politiker, sedan 2008 verksam inom Sverigedemokraterna.

## Biografi
Hansson politiska karriär börjande tidigt 1970-tal under hans tjänstgöringstid i Bodens garnison (Norrbottens kungliga artillilleriregemente, A8), då han blev aktiv i Moderata ungdomsförbundet (MUF). Han träffade då för första gången Carl Göran Holm, som då gjorde militärtjänst vid regementet I19 och som senare skulle starta tidskriften Contra.
Holm var vid tidpunkten ordförande i högerorganisationen Demokratisk Allians (DA) och när Hansson avslutade sin militärtjänstgöring 1972 gick han med i organisationen . Senare kom han att bli ordförande för organisationens Stockholmsavdelning under perioden 1974–1975. Enligt Hansson själv var det under tiden i DA han hittade sin politiska hemvist. Efter DA:s upplösning 1976 var Hansson ordförande i den till DA närstående organisationen Frihetsförbundet.
Under 1990-talet satt han som kommunfullmäktigeledamot och nämndeman i Södertälje kommun, först för Ny demokrati mellan 1991 och 1994, och därefter för Täljepartiet mellan 1994 och 1998.
Sedan 2008 är Tommy Hansson medlem i Sverigedemokraterna. I de allmänna valen 2010 kandiderade Tommy Hansson för Sverigedemokraterna till samtliga tre politiska nivåer: Sveriges riksdag, kommunfullmäktige i Södertälje kommun och landstingsfullmäktige i Stockholms läns landsting. I riksdagsvalet 2010 kandiderade Tommy Hansson på plats nummer 35 på Sverigedemokraternas riksdagslista. Hansson har varit ledamot i Södertäljes polisstyrelse.
Hansson har angett att han är medlem i Rojalistiska föreningen, Beridna högvaktens vänner och Svenskt militärhistoriskt bibliotek 

### Religiöst engagemang
1974 anslöt sig Hansson till den kontroversiella Enighetskyrkan (allmänt känd som "Moon-sekten", efter rörelsen grundare Sun Myung Moon) efter att träffat representanter för rörelsen i centrala Stockholm. Hansson var under större delen av 1970-talet aktiv församlingsmedlem och deltog även i viss internationell verksamhet. Sedan början av 1980-talet uppger han att han varit aktiv som stödmedlem. Under sommaren 1980 var Hansson verksam vid den av Moon grundade dagstidningen The News World i New York, en tidning som sedan bytte namn till The New York City Tribune. Hansson verkade som tidningens Sverige korrespondent från 1988 till och med tidningens nedläggning 1990. Moon ville i stället kraftsamla de mediala resurserna till The Washington Times som han grundade 1985 i syfte att stärka den konservativa och antikommunistiska opinionsbildningen i USA.
Hansson har på sin blogg gett uttryck för att den kontroversielle religiöse ledaren bör tilldelas Nobels fredspris . Hansson är utöver sitt engagemang i Moonrörelsen aktiv i de religiösa organisationerna Skandinaviska Swedenborgssällskapet, Sveriges interreligiösa fredsråd och Liberala katolska kyrkan .

### Verksamhet som skribent
Hansson inledde sin karriär som skribent i den proamerikanska och Palmefientliga tidskriften Operation Sverige under 1970-talet, och är sedan 1994 invald i styrelsen för tidskriften Contra, för vilken han även var ansvarig utgivare mellan 1993 och 2008. Hansson har även skrivit i Salt och Sveriges Nationella Förbunds tidning Fria Ord. Mellan 1981 och 1996 var Hansson redaktör för Korea Centers tidskrift Aktuellt om Korea. Sommaren 2009 efterträdde Hansson Richard Jomshof som chefredaktör för Sverigedemokraternas partiorgan SD-Kuriren, dock inte som ansvarig utgivare. 2013 tog Paula Bieler över posten som chefredaktör.
Hansson har även gjort ett försök att slå in på den skönlitterära banan och har angivit högerextremisten Christopher Jolin och Tage Lindbom som en influenser i sitt författarskap. Han har skrivit nio böcker, bland annat romanerna Krigsförbrytaren (1998) och Det gröna Sverige (1998). Den senare romanen beskrivs av science fiction-kännaren John-Henri Holmberg som "en nästan absurt valhänt satir från 2017 års Sverige där miljörörelsen lyckats ta makten". Romanen recenserades i tidskriften Jury. Tidskrift för deckarvänner, där den beskrivs som "en fyrkantig och föga fantasifull bredsida mot den gröna rörelsen".

### Uttalanden om sexuell läggning
I samband med friidrotts-VM i Moskva 2013 genomförde idrottarna Emma Green Tregaro och Moa Hjelmer en protest där de målade sina naglar i regnbågsfärger. Hansson, som 2013 var gruppledare för Sverigedemokraterna i Södertälje kommun, skrev då på sin blogg att 
| ” | Unga och formbara sinnen skall inte behöva utsättas för den politiska HBTQ-samfällighetens propagandamaskineri. Den sexuella identiteten är en känslig sak som unga människor behöver få komma underfund med i lugn och ro. Så sker som alla vet inte i Sverige i dag, där varje form av kritik mot homosexuellt leverne och politiserande efter decennier av hjärntvätt betraktas som närmast kriminellt. | „ |

och framhöll att han inte skulle protestera om Sverige fick en liknande lagstiftning som den ryska antigaylagstiftningen. Sverigedemokraternas partiledning genom Martin Kinnunen tog avstånd från Hanssons uttalande.
I december 2020 dömdes Hansson för hets mot folkgrupp, efter att ha kommenterat ett twitterinlägg med en ickebinär polis med ”Mentalsjukdom är tydligen inte längre något hinder för att bli polis”.